# Grevenmacher
Grevenmacher (luxemburgisch Gréiwemaacherⓘ) ist Hauptort des gleichnamigen Kantons im Großherzogtum Luxemburg. Bis 2015 war Grevenmacher auch Hauptort des Distrikts; 2015 wurden die Distrikte abgeschafft und ihre Befugnisse ins Innenministerium verlegt. Die Gemeinde Grevenmacher, zu der Potaschberg gehört, zählt nur eine Sektion.
Hier leben Menschen mit 79 verschiedenen Nationalitäten; 59,41 Prozent der 4917 Einwohner sind Luxemburger, 40,59 Prozent sind Nicht-Luxemburger.
Das Stadtrecht wurde 1252 verliehen.
In Grevenmacher findet alljährlich Anfang September das „Gréiwemaacher Drauwen-Wäifest“ statt. Dieses Weinfest ist das größte in Luxemburg und zählt zu den größten der Region.

## Gliederung
Die Gemeinde besteht aus den Ortschaften Grevenmacher und Potaschberg. Sie ist Mitglied einiger Kommunalverbände.

## Einwohnerentwicklung
| Grevenmacher: Einwohnerzahlen von 1821 bis 2024                                   | Grevenmacher: Einwohnerzahlen von 1821 bis 2024 | Grevenmacher: Einwohnerzahlen von 1821 bis 2024 | Grevenmacher: Einwohnerzahlen von 1821 bis 2024 | Grevenmacher: Einwohnerzahlen von 1821 bis 2024 |
| --------------------------------------------------------------------------------- | ----------------------------------------------- | ----------------------------------------------- | ----------------------------------------------- | ----------------------------------------------- |
| Jahr                                                                              |                                                 |                                                 |                                                 | Einwohner                                       |
| 1821                                                                              | 1821                                            |                                                 | 2.014                                           | 2.014                                           |
| 1871                                                                              | 1871                                            |                                                 | 2.528                                           | 2.528                                           |
| 1910                                                                              | 1910                                            |                                                 | 2.766                                           | 2.766                                           |
| 1922                                                                              | 1922                                            |                                                 | 2.700                                           | 2.700                                           |
| 1935                                                                              | 1935                                            |                                                 | 2.811                                           | 2.811                                           |
| 1947                                                                              | 1947                                            |                                                 | 2.543                                           | 2.543                                           |
| 1960                                                                              | 1960                                            |                                                 | 2.722                                           | 2.722                                           |
| 1970                                                                              | 1970                                            |                                                 | 2.918                                           | 2.918                                           |
| 1981                                                                              | 1981                                            |                                                 | 2.996                                           | 2.996                                           |
| 1991                                                                              | 1991                                            |                                                 | 3.029                                           | 3.029                                           |
| 2001                                                                              | 2001                                            |                                                 | 3.734                                           | 3.734                                           |
| 2011                                                                              | 2011                                            |                                                 | 4.347                                           | 4.347                                           |
| 2021                                                                              | 2021                                            |                                                 | 4.981                                           | 4.981                                           |
| 2024                                                                              | 2024                                            |                                                 | 5.193                                           | 5.193                                           |
| Quelle(n): Institut national de la statistique et des études économiques (STATEC) |                                                 |                                                 |                                                 |                                                 |

## Verkehr
Die im Zuge der Moselkanalisierung errichtete Staustufe Grevenmacher–Wellen schleust im Jahr ca. 10.000 Wasserfahrzeuge. Eine weitere Aufgabe ist die Regulierung des Moselpegels.
Unmittelbar an der Stadt führt die A1 (Trier–Luxemburg) vorbei. Diese erreicht man über die Nationalstraße 14. Das Moselufer entlang führt die Nationalstraße 10 durch die Stadt nach Wasserbillig bzw. Wormeldingen und Remich.
Über die Moselbrücke Wellen–Grevenmacher besteht eine direkte Verbindung zur deutschen Nachbargemeinde Wellen. Das baufällig gewordene Vorgängerbauwerk wurde 2011 abgerissen und bis 2013 durch einen Neubau ersetzt.
Der Bahnhof Grevenmacher war bis zur Einstellung des Verkehrs Endpunkt der Strecke aus Ettelbrück. Lediglich einzelne Güterzüge fahren hier noch auf dem Teilstück von Wasserbillig zum Moselhafen Mertert. Die Station in Wellen an der Bahnstrecke Thionville–Trier liegt jedoch nur rund 300 Meter von der Moselbrücke entfernt. Hier halten Züge der deutschen Regionalbahn-Linie RB 82 Elbling-Express in Richtung Perl oder Wittlich über Trier.

## Politik
Der Gemeinderat der Kantonalhauptstadt hat 11 Mitglieder; an der Spitze steht der dreiköpfige Schöffenrat, geleitet von Bürgermeisterin Monique Hermes (CSV). Der erste Schöffe ist Marc Krier (Déi Gréng) und die zweite Schöffin ist Liane Felten (CSV).
Die aktuelle Koalition regiert seit den Kommunalwahlen 2011 und wurde durch die Wahlen 2017 und 2023 bestätigt. Die Konstellation des Schöffenrates veränderte sich jedoch mit der Zeit. Von 2011 bis 2023 war Léon Gloden (CSV) Bürgermeister der Stadt, nach seiner Ernennung zum Innenminister musste er sein Amt abgeben. Monique Hermes, die von 2011 bis 2023 zweite Schöffin war, übernahm das Amt und wurde die erste weibliche Bürgermeisterin der Stadt. Im Zuge der Ernennung von Hermes zur Bürgermeisterin rückte die langjährige Gemeinderätin Liane Felten in den Schöffenrat nach. Der erste Schöffe Marc Krier (déi gréng) übt sein Amt seit 2016 aus.

## Der große Brand von 1822
Am 18. November 1822 kam es zu einer großen Brandkatastrophe, u. a. wurden 147 Wohnhäuser sowie Stallungen und Scheunen zerstört. Als Folge der Katastrophe veranlasste die Deputation der Stände des Großherzogtums von Lützemburg eine große Sammelaktion zugunsten der Opfer.

## Galerie

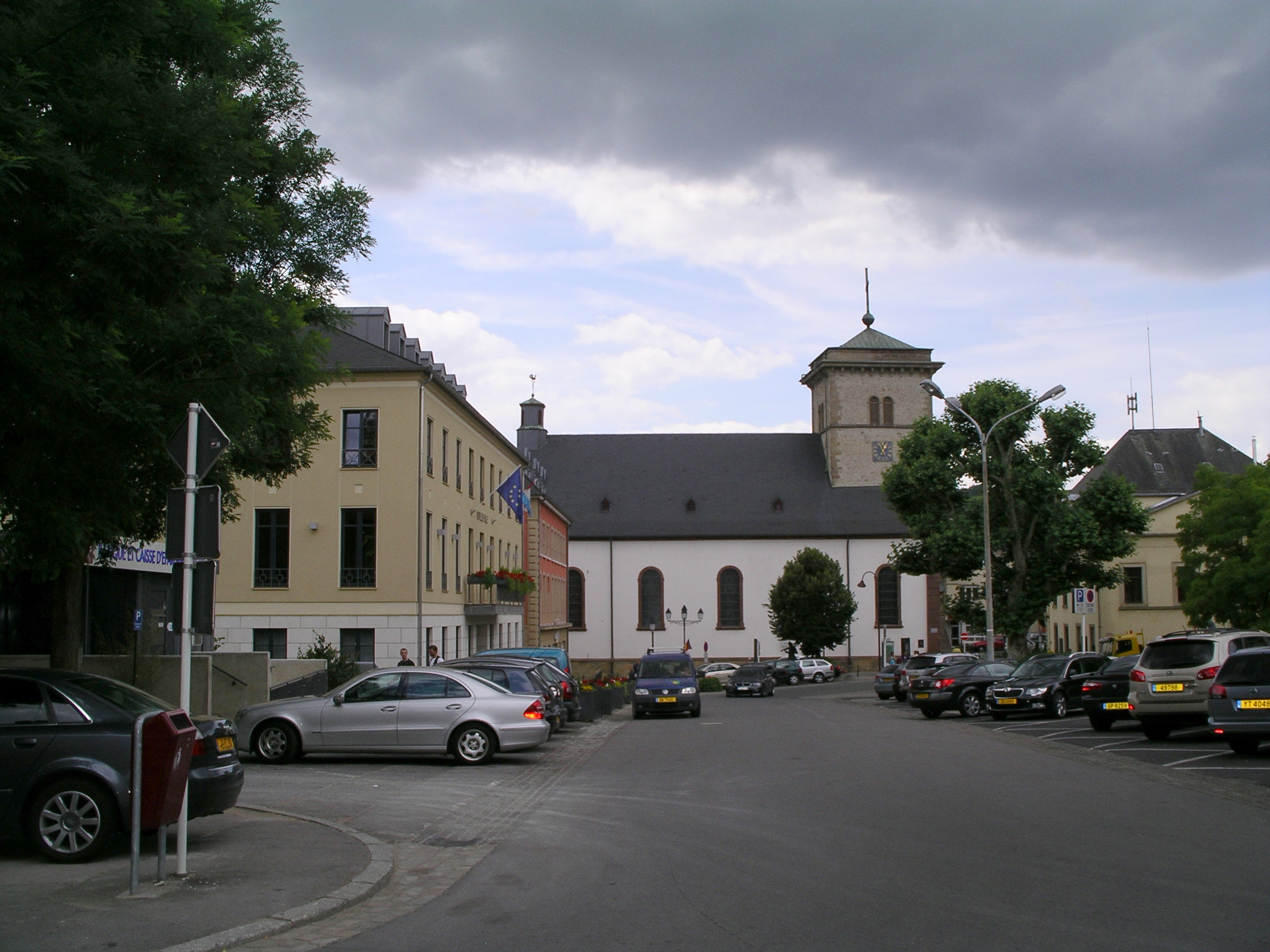
Marktplatz
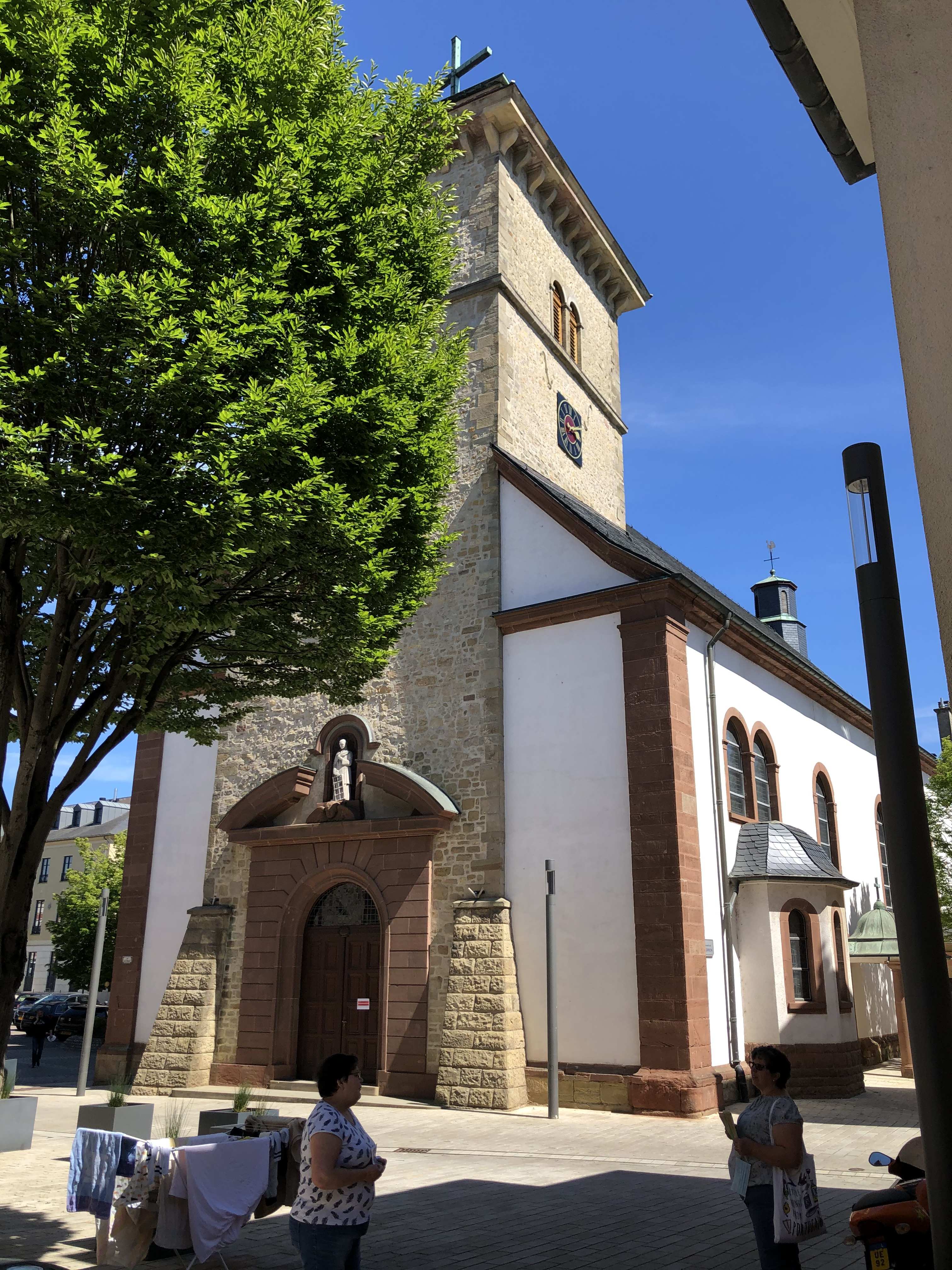
Kirche
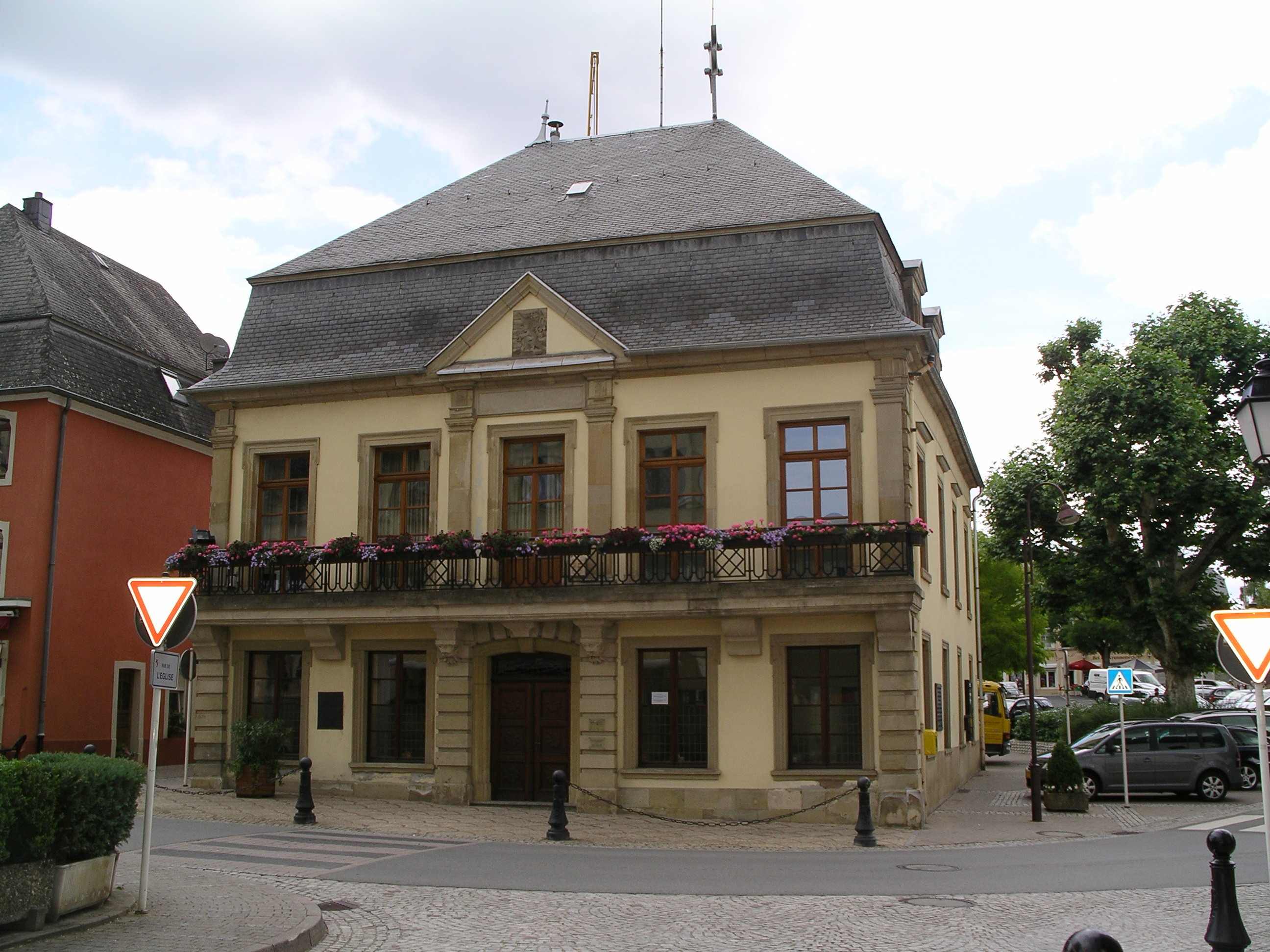
Historisches Rathaus
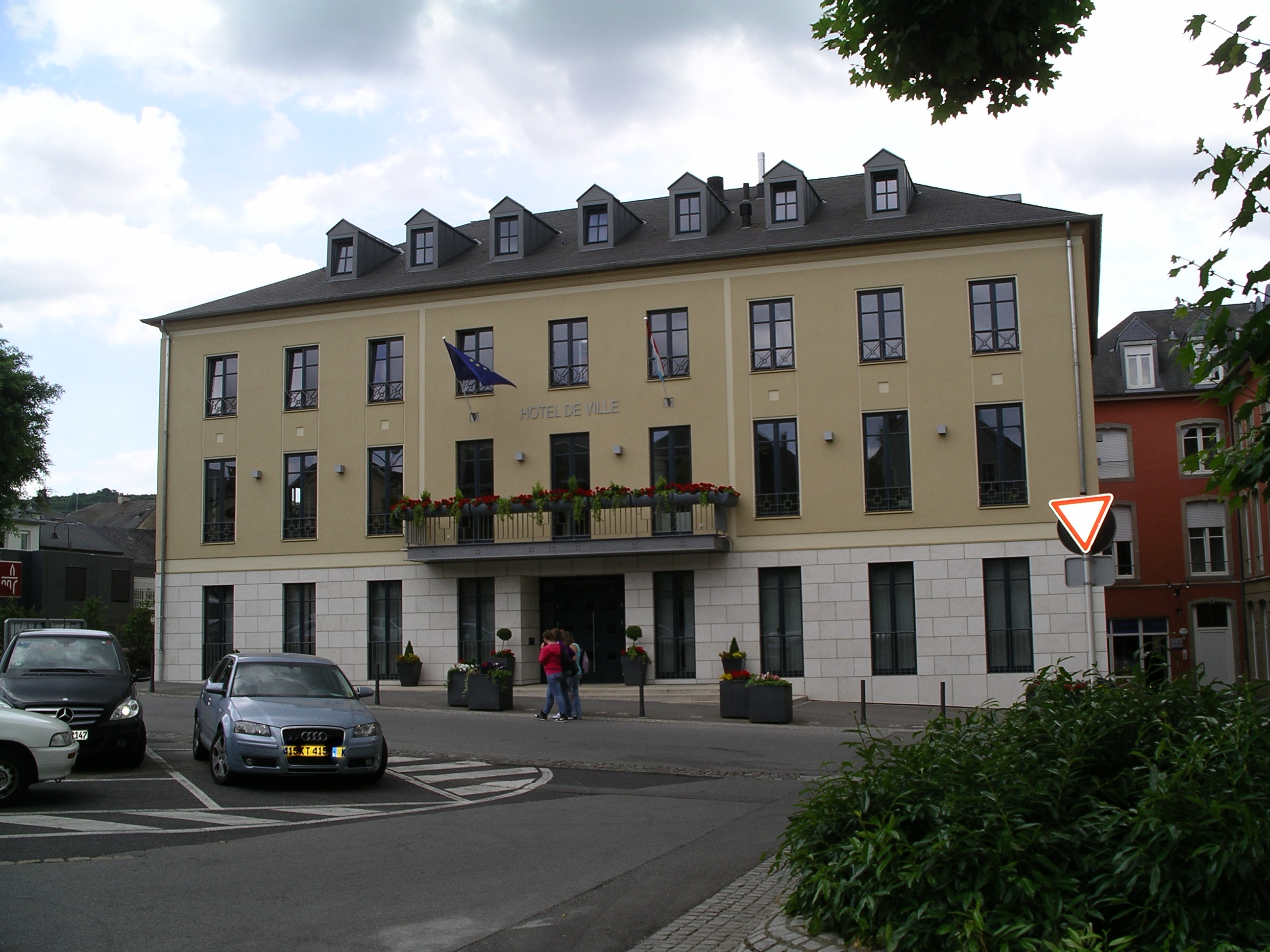
Neues Rathaus (Hotel de Ville)
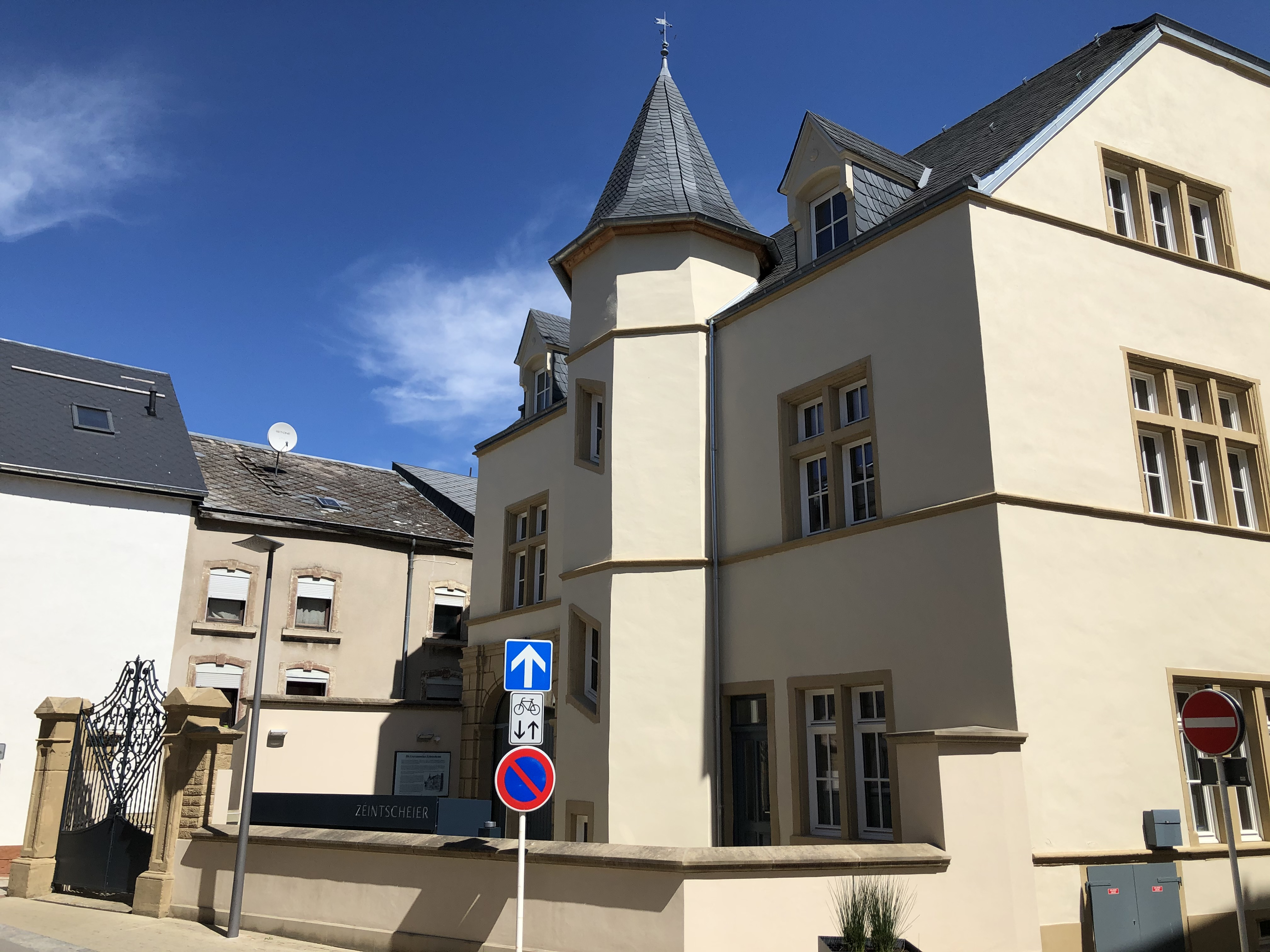
Alter Zehnthof
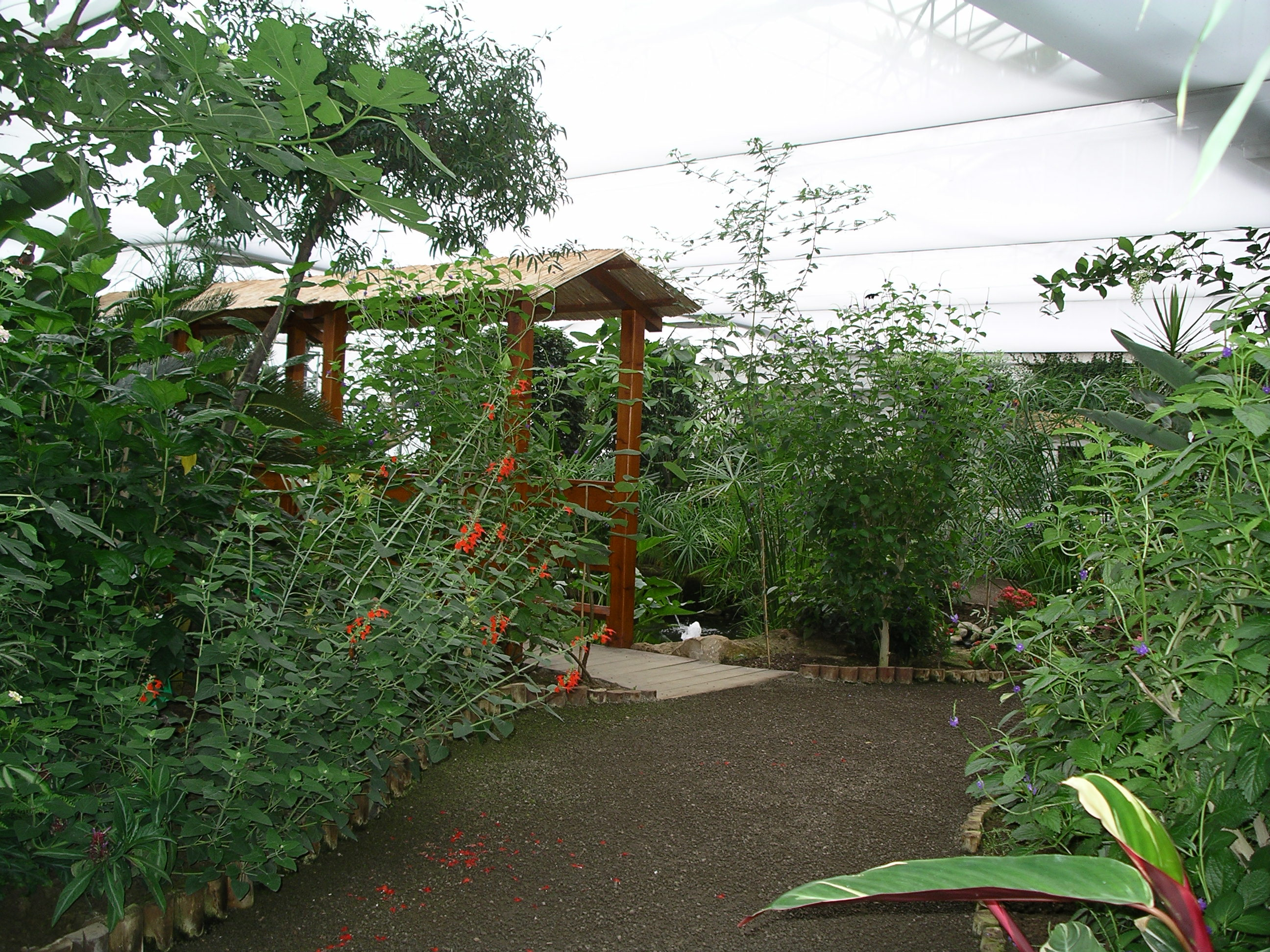
Schmetterlingsgarten
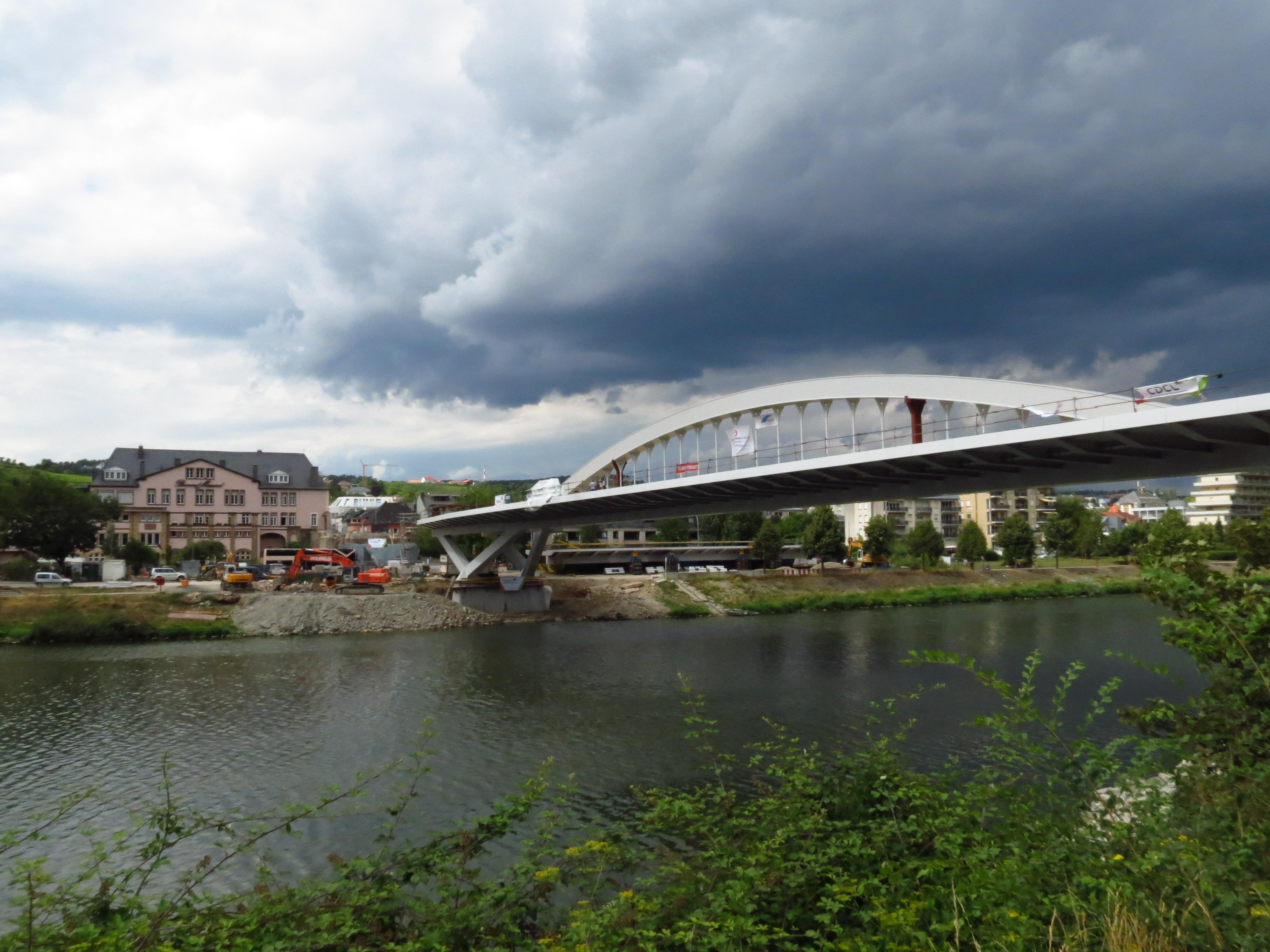
Neue Brücke über die Mosel
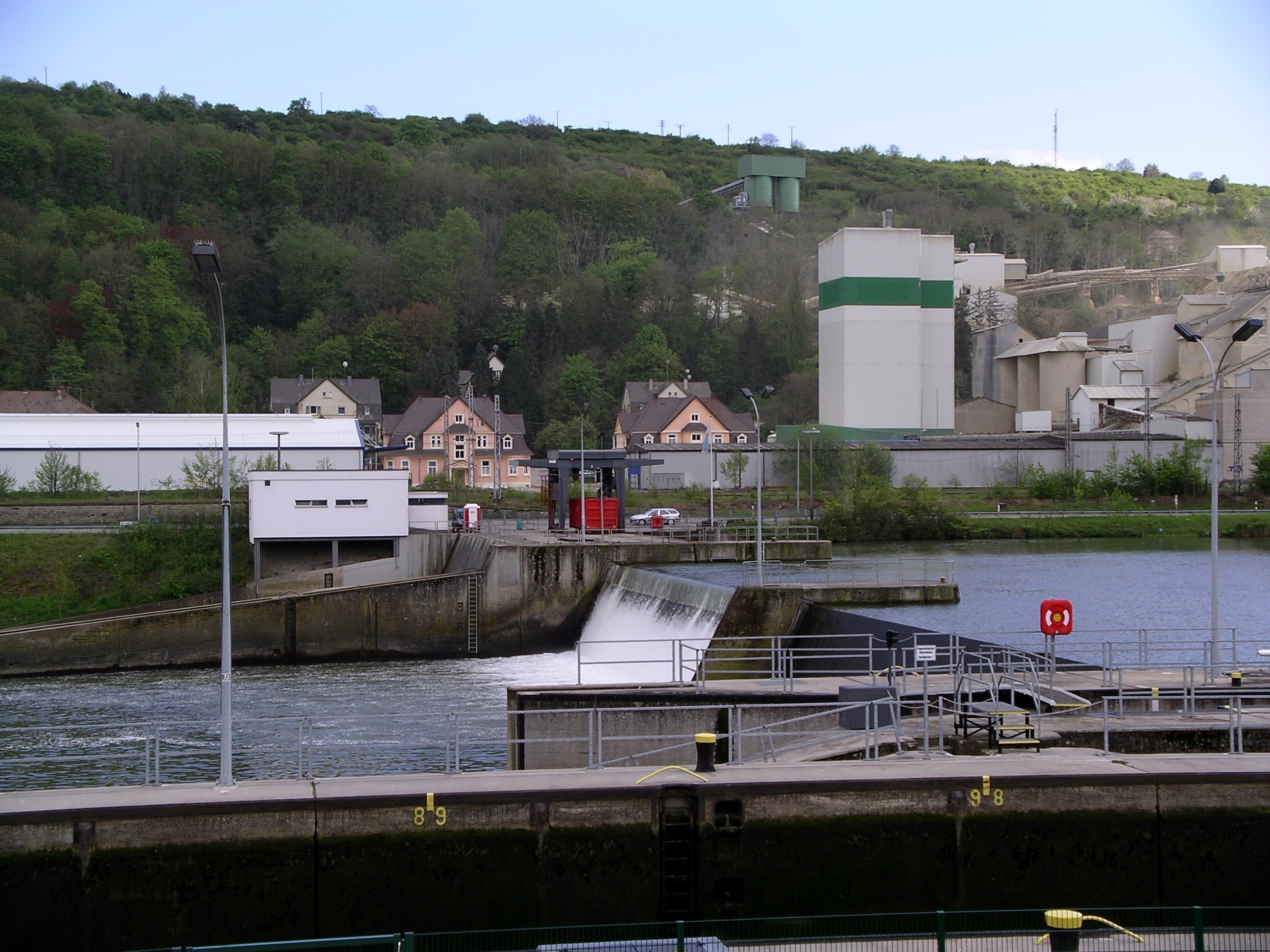
Staustufe
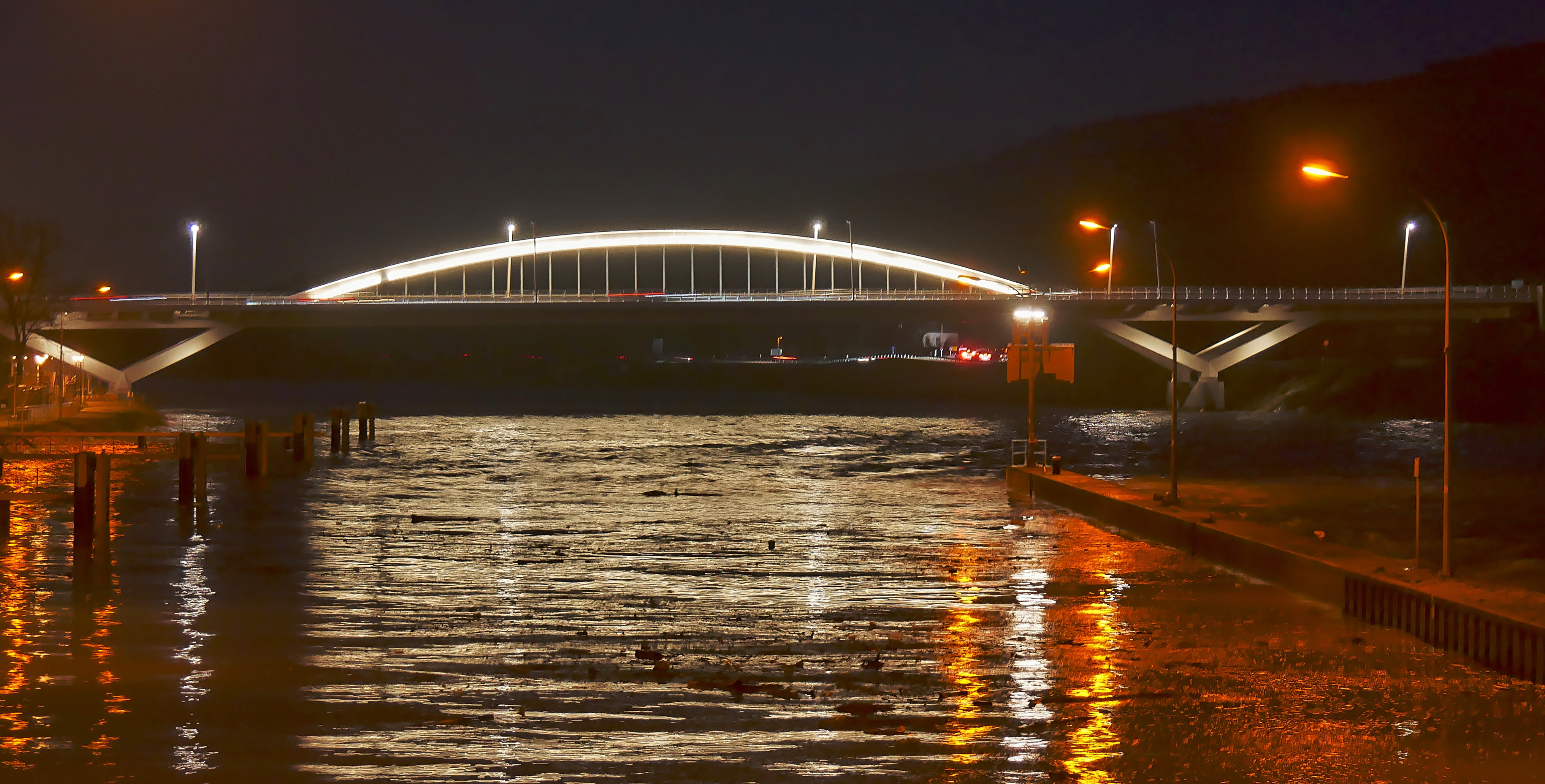
Grenzbrücke von der Schleuse aus gesehen

## Partnerstädte
Im April 1980 wurde die Städtepartnerschaft zwischen Grevenmacher und Aubière, Puy-de-Dôme, Frankreich in Aubière besiegelt. Es finden regelmäßig Treffen zwischen Einwohnern, Schulklassen, Vereinen oder anderen Gruppen aus Aubière und Grevenmacher statt.

## Persönlichkeiten

### Söhne und Töchter der Stadt
- Mathias Schou (1747–1824), Musiker und Spielmann
- Frantz Seimetz (1858–1934), Porträt- und Landschaftsmaler
- Joseph Lortz (1887–1975), Kirchenhistoriker und Theologe
- Josy Kraus (1908–2001), Radsportler
- Norbert Konter (1927–2018), Politiker und Fußballspieler
- Rob Krier (1938–2023), Architekt
- Romain Hilger (* 1956), Radrennfahrer
- Jean Paul Muller (* 1957), Ordensbruder und Generalökonom
- Hélène Sertznig (* 1990), Fußballspielerin

### Personen, die in der Stadt gewirkt haben
- René Thiry (1912–1996), Komponist[8]